# Квинт Глитий Атилий Агрикола
Квинт Глитий Атилий Агрикола (лат. Quintus Glitius Atilius Agricola) — римский политический деятель конца I века — начала II века.
Агрикола происходил из рода Атилиев из италийского города Августа Тавринов. Он был усыновлён представителем рода Глитиев.
Занимал должности военного трибуна I Италийского легиона в Мезии, квестора и претора при императоре Веспасиане. В правление Домициана Агрикола был главным судьей Тарраконской Испании. Затем он находился на постах легата VI Железного легиона в Сирии и легата пропретора Белгики.
С сентября по октябрь 97 года Агрикола был консулом-суффектом с Луцием Помпонием Матерном. В 101/102 году, находясь на должности легата пропретора Паннонии, он участвовал в дакийской войне Траяна, за что и получил боевую награду. 13 января 103 года Агрикола вторично занял должность консула-суффекта. После он был префектом Рима. Далее о нём ничего неизвестно.